# Plóra
Plóra, en grec moderne : Πλώρα, est un village du dème de Gortyne, dans le district régional de Héraklion, de la Crète, en Grèce. Selon le recensement de 2001, la population de Plóra compte 271 habitants.
Le village est situé à une altitude de 180 mètres et à une distance de 53 km de Heraklion.
Le nom du village pourrait correspondre à l'ancienne ville de Pylorós (Πυλωρός), dont les ruines se trouvent à l'ouest du village. Il est mentionné dans le recensement vénitien, de 1583, par Castrofilaca, avec 167 habitants.